# Peñaranda de Bracamonte
Peñaranda de Bracamonte – gmina w Hiszpanii, w prowincji Salamanka, w Kastylii i León, o powierzchni 22,96 km². W 2011 roku gmina liczyła 6800 mieszkańców.